# Henry Taube
Henry Taube (Neudorf, 30. studenog 1915. - Palo Alto, 16. studenog 2005.), kanadski znanstvenik. Prvi je kanadski kemičar koji je dobio Nobelovu nagradu.